# Tűz (hetilap, 1921–1923)
A Tűz 1921 és 1923 között megjelenő irodalmi, művészeti, tudományos és kritikai folyóirat volt, amelyet Pozsonyban indítottak a magyar emigránsok és a szlovenszkói fiatalok.

## Története
Pozsonyban Gömöri Jenő szerkesztette a lapot, később Bécsbe, a magyar emigráció központjába költözött a szerkesztőség. Bécsben hetilapként jelent meg a Tűz, impresszumában Pozsony–Bécs helymegjelöléssel. A lap segítségével kapcsolatot akartak kiépíteni a szétszakadt magyar írók közt, és a magyar–cseh–szlovák irodalmi kapcsolatok kialakításában is úttörő szerepet vállaltak. Modern ízlésű lap volt, szerkesztői ankétot rendeztek az avantgárdról, 1922-ben az európai kultúra jövőjéről is értekeztek a lap hasábjain, ezen ankéthoz többek között Bertrand Russell, Sigmund Freud, John Galsworthy, Martin Andersen Nexø, Theodore Dreiser is elküldték a hozzászólásaikat. A lapnak jeles munkatársai és felfedezettjei is voltak, köztük Balázs Béla, Barta Sándor, Forbáth Imre, Gaál Gábor, Komlós Aladár, Lengyel József, Lesznai Anna, Mácza János, Márai Sándor, Mécs László, Mihályi Ödön és Sinkó Ervin.

## Repertórium
- Illés Ilona: Tűz, 1921–1923. Diogenes, 1923–1927. Repertóriumok. Budapest, 1977. 235 p.